# 東條夏
東條夏（日语：／ Tōjō Natsu，1999年8月19日—），日本AV女優。所屬事務所是LINX。

## 簡歷
2020年2月成為FALENO的內部企劃「FALENOstar」的專屬女優並在AV界出道。
2020年4月發售第1張印象DVD，同年8月發售第1本寫真集。
2020年11月25日在官方Twitter上宣布脫離專屬女優，成為企劃單體女優。

## 人物
出身於栃木縣。興趣是唱卡拉OK。
與FALENO的專屬合約結束後本來想要引退，但與經紀人討論過後決定以企劃單體女優的身分繼續活動。

## 外部連結
- 東條なつ オフィシャルブログ （2019年11月11日 - ）
- 東條なつ的X（前Twitter）（2019年11月11日 - ）
- 東條夏的Instagram帳戶
- 東條夏 - Fans'